# Hjemmeværnssoldater på øvelse
|  | Denne artikel er oprettet af botten Steenthbot ud fra en ekstern database. Den kan derfor have sproglige fejl eller mangler. Denne skabelon kan fjernes efter kontrol af indholdet. |

Hjemmeværnssoldater på øvelse er en dansk dokumentarisk optagelse fra 1943.

## Handling
En gruppe danske, fortrinsvis ældre hjemmeværnssoldater laver kampøvelse. Der trænes bl.a. i kamp med bajonetter. Humøret er højt.